# Barrio los Ángeles
Barrio los Ángeles är en ort i Mexiko, tillhörande kommunen Calimaya i delstaten Mexiko, i den centrala delen av landet. Orten hade 310 invånare vid folkräkningen 2010.